# 楊逈
楊迥（1495年—？），字俊卿，山東兗州府曹州曹縣人，軍籍，明朝政治人物。

## 生平
正德十四年（1519年）己卯科山東鄉試第二十七名舉人。正德十六年（1521年）中式辛巳科會試第七十二名，登第三甲第一百一十名進士。

## 家族
曾祖楊忠；祖父楊質，曾任紀善；父楊□。前母李氏；母蘇氏；繼母賈氏。具庆下。